# مفن (إستوديو)

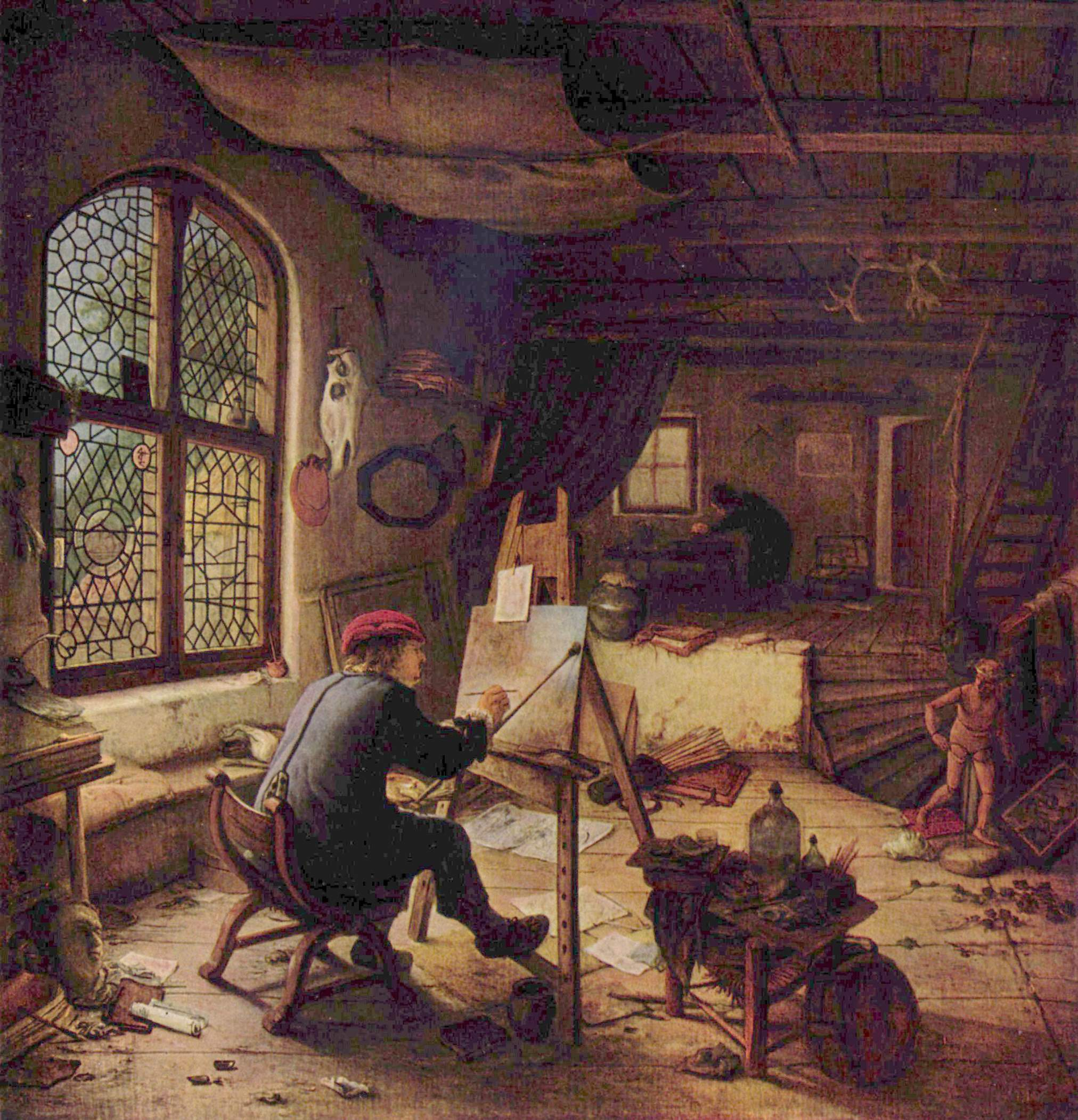
رسمة لأحد المفان المختص بالرسم.

المفن  (بالجمع: مفان) أو المَرسَم أو المَصْوَر أو الإستوديو هو الورشة التي يعمل فيها المصور أو الفنان التشكيلي (مثل الرسام والنحات) أو الممثلون والمذيعون والمخرجون. يطلق على مفان الممثلون والمذيعون والمخرجون أيضا اسم المَبَث أو مفان التلفاز أو مفان تسجيل. تعد المَفان (مفردها: مفَن) ورش مهيأةً لإنتاج الأعمال الإبداعية أو الفنية أو الإعلامية، وتختلف تجهيزاتها بحسب نوع النشاط الذي يُمارَس فيها، سواء أكان إنتاجًا صوتيًّا، مرئيًّا، أدائيًّا، أو بصريًّا. رغم هذا التنوّع، تشترك المفان في احتوائها على مجموعة من العناصر الأساسية التي تُمكّن العاملين فيها من أداء مهامهم بكفاءة ودقّة.

## المحتويات العامة للمفان
تتشارك معظم المفان، على اختلاف تخصصها، في احتواء عناصر أساسية تمكنها من الإنتاج الفني أو المهني، ومنها:
- غرف عمل مغلقة أو معزولة صوتيًا.
- أجهزة إضاءة احترافية.
- أنظمة تهوية وتكييف.
- مكاتب للعمل المكتبي والإداري.
- رفوف وخزائن لحفظ المعدات والوثائق[8]

## محتويات المفان بحسب نوعها

### مفان التصوير
تضم مفان التصوير أو المصاور (ج. المَصور) ما يلي:
- خلفيات متعددة الألوان والخامات.
- كاميرات احترافية رقمية أو تقليدية.
- إضاءات متعددة الأنواع, مع عواكس وناشرات ضوء.
- حوامل ثلاثية، وحوامل ذراعية.
- أجهزة تعديل الصور (مثل حواسيب ببرامج تحرير).
- غرف مظلمة لتحميض الأفلام في بعض المفان التقليدية.[9]

### مفان الرسوم المتحركة
تضم مفان الرسوم أو المراسم (ج. المرسم) المتحركة ما يلي:
- طاولات رسم مستوية أو مائلة.
- أجهزة لوحية للرسم الرقمي .
- شاشات مزدوجة لتتبع الرسوم والتحريك.
- برمجيات متخصصة للرسم والتحريك.
- غرف تسجيل صوتي لأداء الحوارات.
- ربائد للرسوم الأصلية ولوحات المشاهد.[10]

### مفان الرسم والفنون التشكيلية
تضم مفان الرسم والفنون التشكيلية ما يلي:
- طاولات رسم وحوامل.
- لوحات رسم وأقمشة.
- أدوات تلوين (ألوان زيتية ومائية).
- فرش بأحجام وأنواع متنوعة.
- أفران لحرق الطين (في حال كان المفن للخزف أو النحت).
- مواد نحت (كالطين، الشمع).
- أدوات نحت يدوية.[11]

### مفان الإنتاجالدارعرضيوالمرئي
تضم مفان الإنتاج الدارعرضي والمرئي ما يلي:
- كاميرات دارعرضية احترافية.
- وحدات إضاءة قابلة للتحكم.
- لواقط صوت بمختلف الأنواع والخصائص.
- كراسي إخراج وشاشات معاينة.
- عوازل صوتية وجدران متحركة.
- برامج تحرير.
- غرف خضراء لتغيير الخلفية.[12]

### مفان (كالمفان الجامعية الحديثة)
تضم مفان التعليم التفاعلي ما يلي:
- طاولات دائرية للتفاعل الجماعي.
- شاشات ذكية تفاعلية.
- أجهزة حوسبة فردية وجماعية.
- برمجيات تعليم تشاركي.
- مكبرات صوت صغيرة موجهة.

## أنواع المفان

### مفان الرسم أو المراسم
كانت مفان الرسم أو المراسم، ولا سيما في الفترة الممتدة من القرن الخامس عشر إلى القرن التاسع عشر، تضم مجموعة من الأشخاص الذين يتشاركون في الرسم تحت إشراف الرسام الرئيسي. لهذا السبب، كثيرًا ما تُنسب بعض اللوحات إلى "مفن فلان" أو "مرسم فلان"، فيقال مثلًا: "من مفن..." أو "من مرسم..."، للدلالة على أنّ العمل أنجزه طاقم المفن أو المرسم وليس الفنان ذاته بالضرورة، وإن كان العمل قد تم بإشرافه أو وفق أسلوبه.

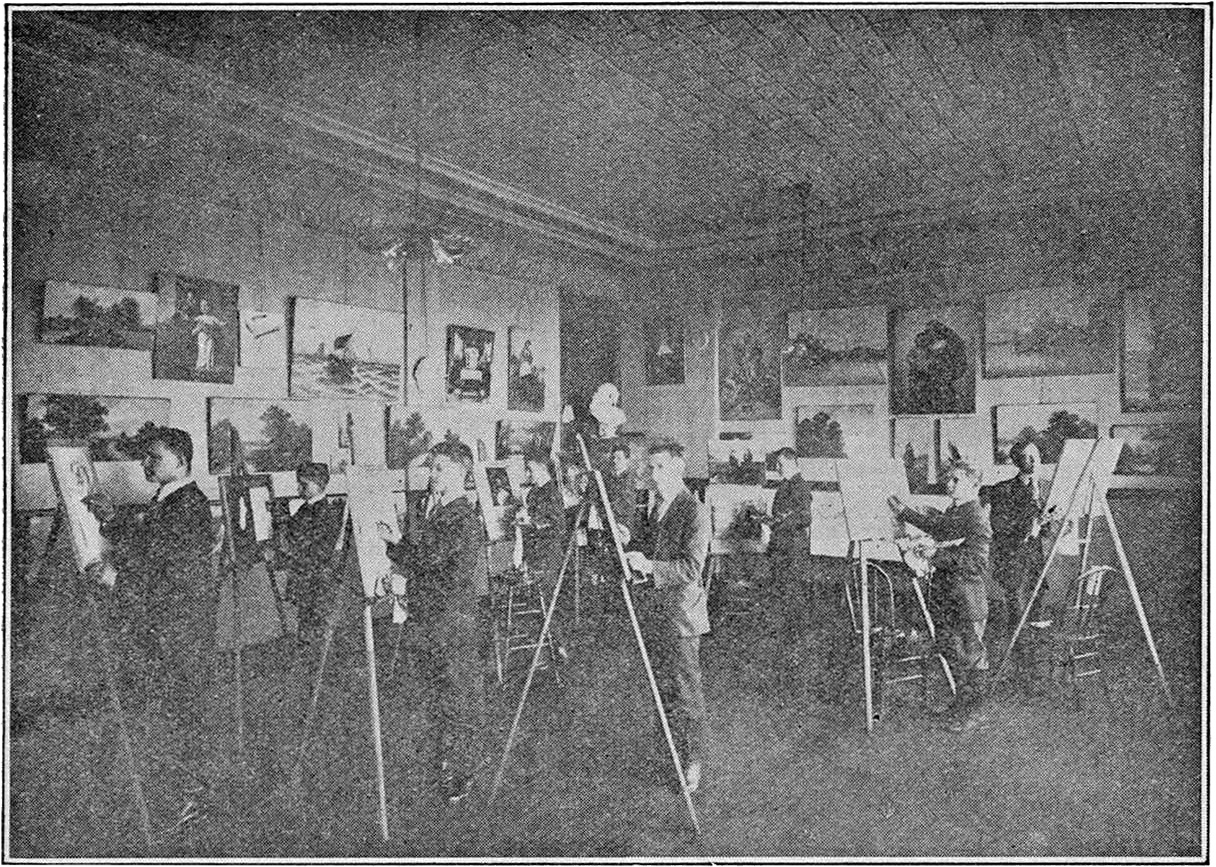
صورة قديمة لمفن رسم أو مرسم.

### مفان الرقص
مفان الرقص هي اماكن مخصص بالرقص الجماعي، عادة ما يرتادها الناس للترفيه أو التسلية، وتُعزف فيها والمعازف بشطل حي أو تشغل المعازف المسجَّلة لمرافقة ايقاع الرقص. ظهرت مفان الرقص بصيغها الحديثة في أواخر القرن التاسع عشر، وازدهرت في القرن العشرين مع تطور أنماط المعازف. 

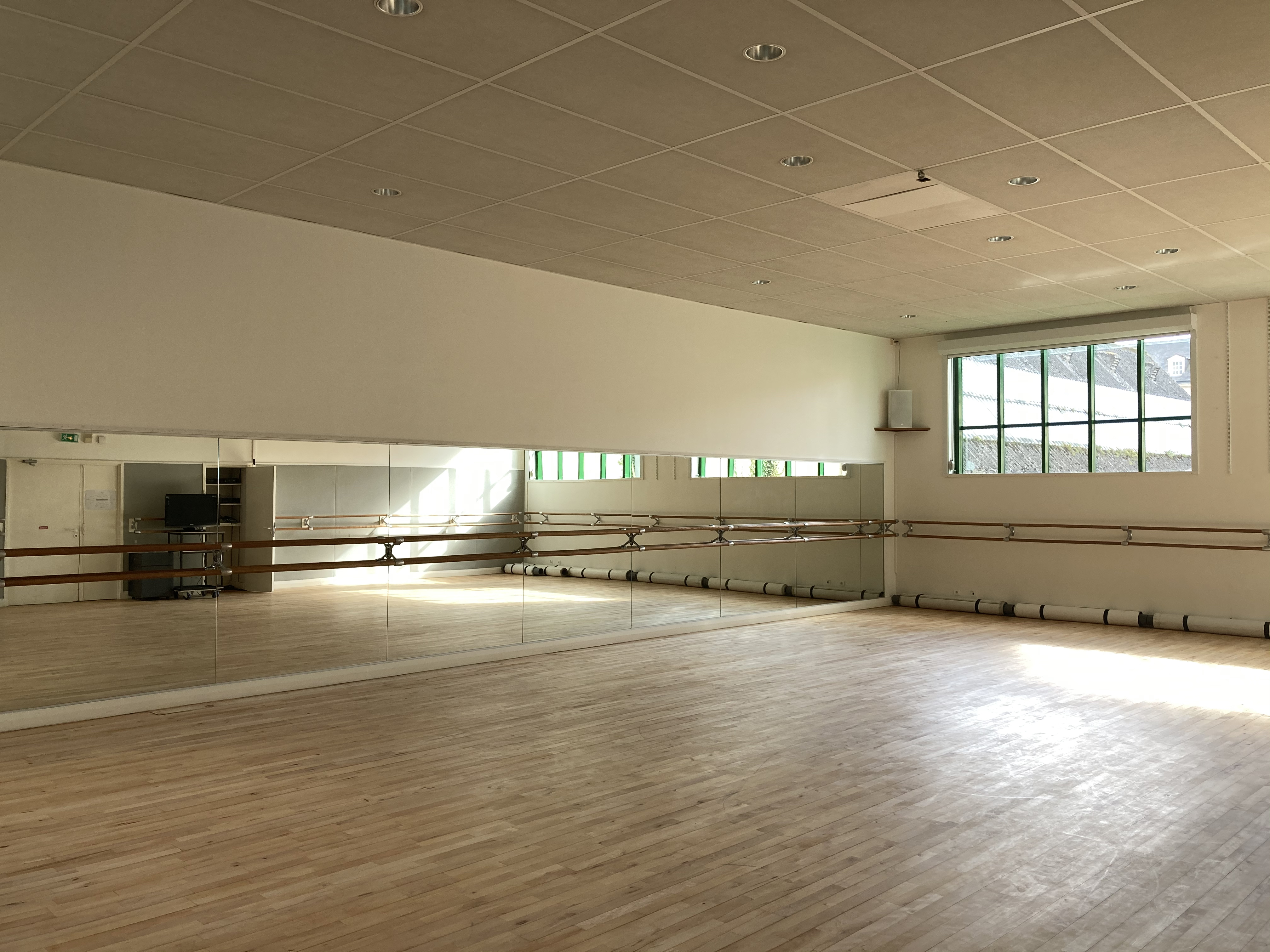
صورة لمفن رقص.

### المفان التعليمية
في المفان التعليمية، يتعلّم الطلاب تطوير مهارات تصميمية متنوّعة، تمتد من العمارة إلى تصميم المنتجات. تُعد هذه المفان دور تعليمية مخصّصة داخل الكليات، يعمل فيها عدد كبير من الطلبة على إعداد الرسومات والمجسّمات والأعمال التخطيطية بمساعدة علمية مختصة وتوجيه مباشر من المدرّسين.

### مفان الفخار أو المخازف
مفان الفخار أو المخازف هي مفان مخصصة لإنتاج الفخار يدويًا أو باستخدام أدوات مثل عجلة الفخار. تتميز هذه المفان بوجود مساحات مجهزة لتحضير الطين، تشكيله، تجفيفه، وحرقه في أفران خاصة لتثبيت هيئة الأواني الفخارية. كانت دور الفخار مركزًا صناعيًا واجتماعيًا في المجتمعات التقليدية، حيث يجتمع الحرفيون لتبادل الخبرات، تنفيذ الطلبات، وتطوير التقنيات.

### مفان الإنتاج
مفان الإنتاج هي الفضاء المخصّص لإنتاج الأعمال الفنية والإعلامية بمختلف أشكالها، مثل الأفلام، برامج التلفاز، الإذاعة، الموسيقى، والإعلانات وغيرها. لا يقتصر دور المفان الإنتاجية على كونها مكانًا لتسجيل وتصوير هذه الأعمال فحسب، بل يشمل أيضًا الجانب المالي والتجاري الذي يدعم عمليات الإنتاج، من تخطيط وإدارة وتوزيع. في مجال الإعلام، تعتبر المفان الإنتاجية اماكن حيوية تستخدم لتسجيل برامج التلفاز والإذاعة والإعلانات، وتحتوي على المعدات التقنية المتقدمة التي تتيح عملية الإنتاج بكفاءة وجودة عالية، كما تعمل كمنصة تجمع المختصين لضمان تنفيذ المشروع الإعلامي بنجاح.

### مفان الرسوم المتحركة
تعتبر مفان الرسوم المتحركة، مثل مفان الأفلام، منشآت إنتاجية أو كيانات مالية تدير عمليات إنتاج الأعمال الرسومية المتحركة. تُعتبر مفان الرسوم المتحركة من أسرع الكيانات نموًا في صناعة الترفيه، وتشمل شركات راسخة ومرموقة في هذا المجال مثل والت ديزني وبيكسار، اللتين أسهما بشكل كبير في تطور هذا الفن وجعلاه من أبرز أشكال التعبير الفني والدارعرضي في العصر الحديث.

### المفان الهزلية
المفان الهزلية هي ورش أو شركات ترفيهية متخصصة في إنتاج القصص الهزلية. يستعين مختقو صناعة القصص الهزلية بمفان صغيرة تضم فريقًا من الموظفين لمساعدتهم في إنتاج شرائط هزلية أو كتب رسوم هزلية أو روايات مصورة.

### مفان التمثيل
مفان التمثيل هي مؤسسات (تشبه مفان الرقص) يتدرّب فيها الممثلون على أداء أدوارهم ويصقلون مهاراتهم.

### مفان التصوير
مفان التصوير هي في آنٍ واحد أماكن للتدرب على التصوير وكيانات مؤسساتية تجارية. يتوفر في هذه المفان مساحات مخصّصة لالتقاط الصور وتحميضها وطباعتها واستنساخها.

### مفان الإذاعة
مفان الإذاعة هي غرفة تُنتَج فيها البرامج أو العروض الإذاعية، سواء لبثّها مباشرة أو لتسجيلها من أجل بثٍّ لاحق. هذه الغرفة عازلة للصوت لمنع تسرب الضوضاء غير المرغوب فيها إلى المادة الإذاعية المُقدَّمة.

## مفان من حول العالم

### بلجيكا
شهدت العاصمة البلجيكية بروكسل وضواحيها بناء العديد من المفان، والتي جمعت بين الوظيفة السكنية والممارسة الفنية. في ما يلي بعض الأمثلة على المفان في بلجيكا مرتبة حسب تاريخ افتتاحها من الاقدم حتى الأحدث:
- 1862: بيت-مفن شيده النحات جاك-فيليب دو هان، سكنه لاحقًا فنانون مثل أوجين سميتس وجيو دو فلامنك، في شارع الدستور 7، سكاربيك.
- 1874 و1910: مفن مومن، مثال مبكر على الورش الجماعية للفنانين في سان-جوس-تين-نود، من تصميم المعماريين إرنست هندريكس (1874) وهنري فان ماسنهوف (1910).
- 1885: بيت-مفن للرسام جورج سان-سير، سكنه لاحقًا هيرمان ريشير، في شارع توما فانسوت 42، سكاربيك.
- 1889: مفن فيليكس رودبيرغ على الطراز اليوناني الجديد، شارع واشنطن 28، إكسل، صمّمه هنري فان ديفويت.
- 1891: مفن النحات ألفريد كريك، شارع سيمونيس 64، المعماري بول هانكار.
- 1898–1901: بيت-مفن هورتا الشهير، شارع أمريكان 25، سان-جيل، صمّمه فيكتور هورتا.
- 1900: مفن النحت المشتركة للنحاتَين جاك سيرمون وهنري بليتينكس، شارع أرثر ديديريك 47، صممه ريشار برينجيير.
- 1901: بيت-مفن النحات فرناند دوبوا، شارع بروغمان 80، فورست، المعماري فيكتور هورتا.
- 1901: بيت-مفن النحات بيير براك، شارع التنحي 31، من تصميم هورتا أيضًا.
- 1901: بيت-مفن على الطراز الانتقائي للرسام شارل بيترز، شارع المذنب 14.
- 1902: مفن ستيرنر، شارع البحيرة 6، إكسل، المعماري إرنست ديلون.
- 1902: بيت-مفن الرسام إميل فابري، شارع كلية سان ميشيل 6، وولووي-سان-بيير، المعماري إميل لامبو.
- 1904: بيت مفن الرسام أوجين برويرمان، الطراز انتقائي، ساحة أنطوان ديلبورت 2، سان-جيل، المعماري جاك فان مانسفيلد.
- 1904: مفن النحات فرانس هينين، شارع الإيبورون 63، بروكسل، المعماري جول برونفو.
- 1904–1905: بيت-مفن الفنانة لويز دي هيم، طراز آرت نوفو، شارع بارنابيتس 11 (الآن شارع داروين 15)، فورست.
- 1922 و1946: مرسم مفن هيرمان كورتينس، شارع برامت 97-99، سان-جوس، المعماري أنطوان كورتينس.

- 1932: بيت-مفن الرسام جان بورين، شارع نيستور بليصار 92، وولووي-سان-بيير، المعماري جاك أوبوزينسكي.

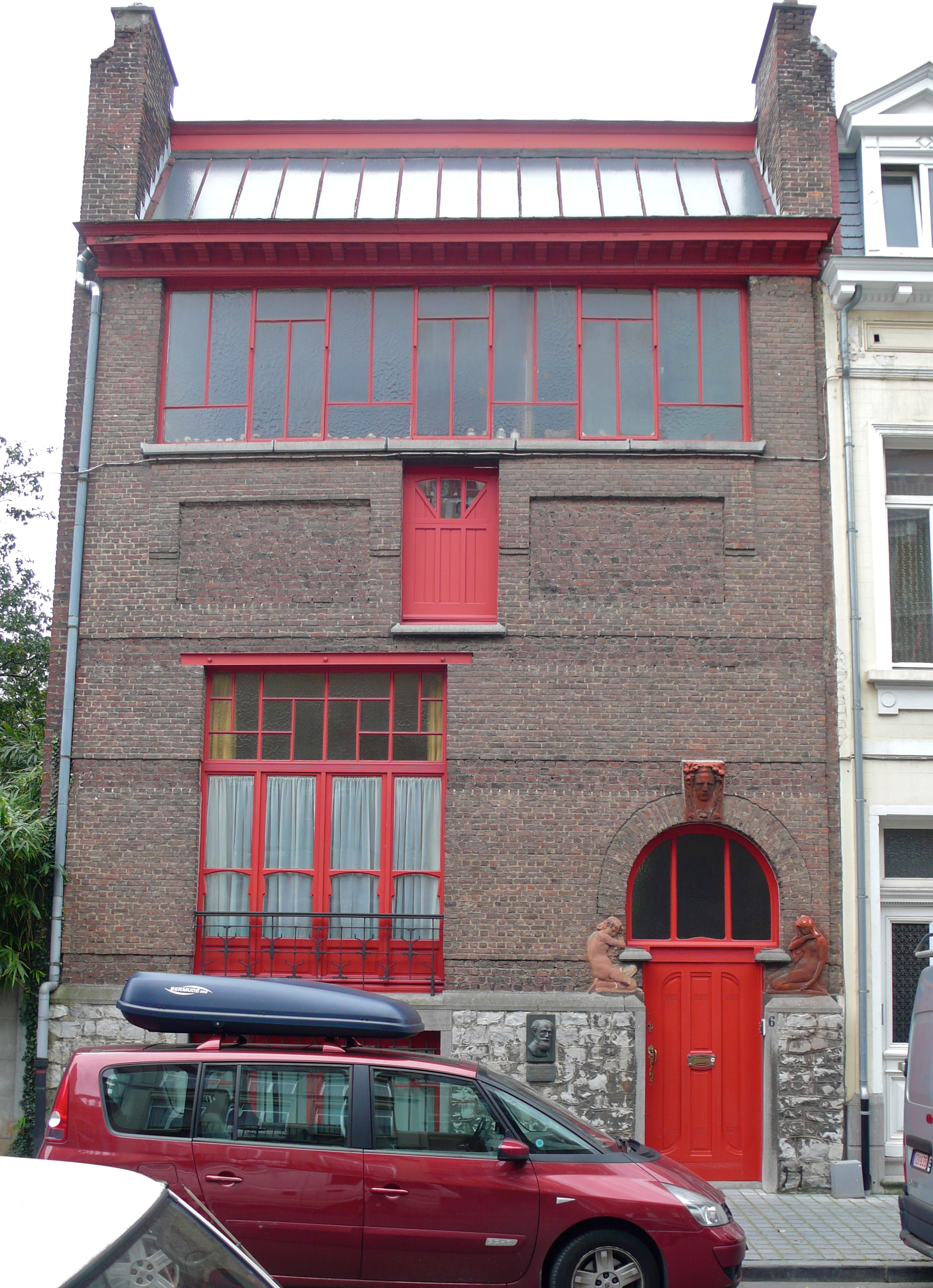
منزل-مفن الرسام إميل فابري في بلدية وولوي سان بيير، في إحدى ضواحي العاصمة البلجيكية بروكسل.

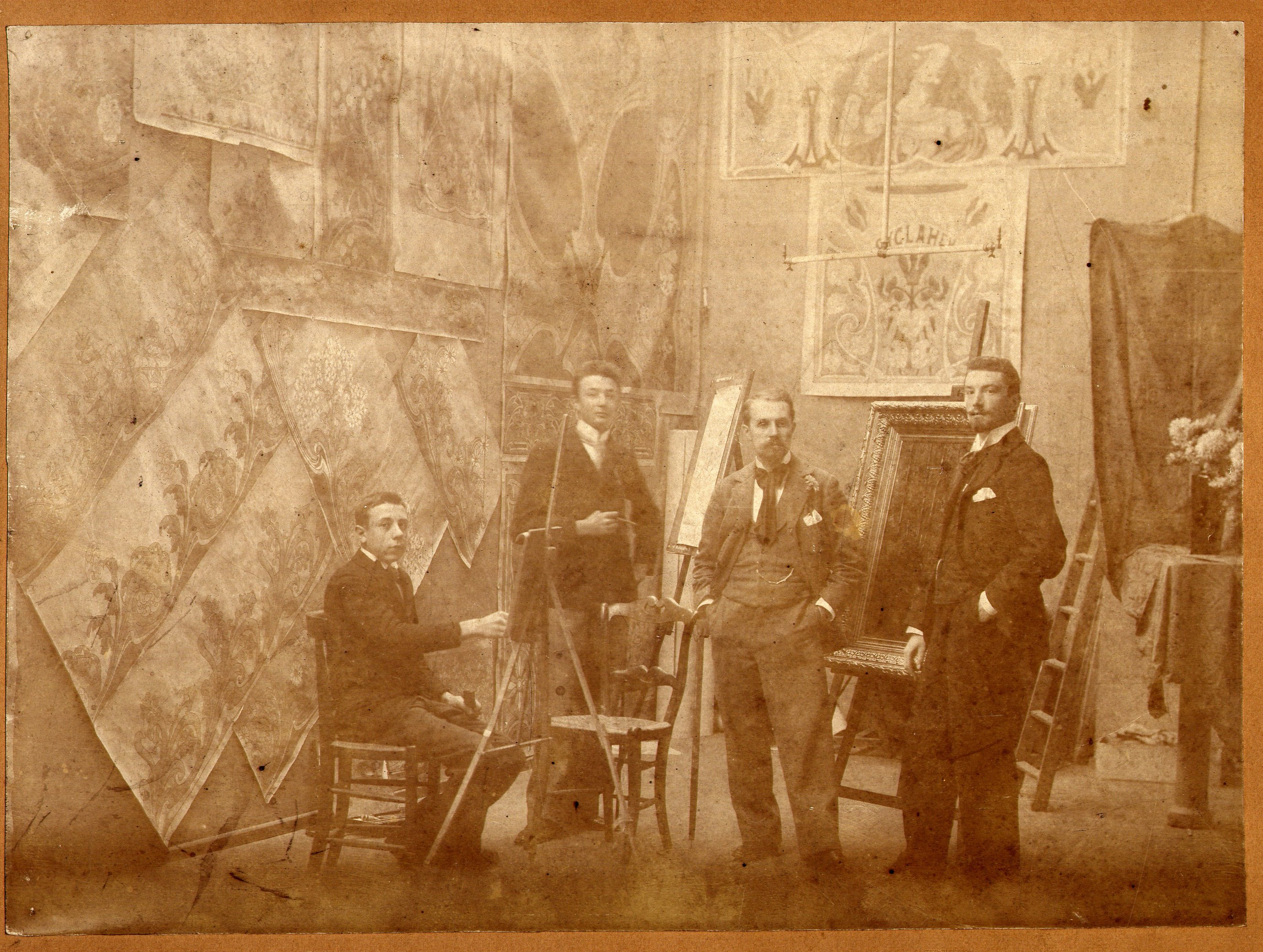
غابرييل فان ديفويت، واقفًا إلى اليمين في مفنه الأول الواقع في شارع فادر رقم 73 بمنطقة إكسل في العاصمة البلجيكية بروكسل، ويظهر بجانبه ليون فان كوتسِم ومساعدان اثنان له، وذلك سنة 1898م.

### فرنسا
نماذج من المفان في فرنسا:
- مؤسسة آرب، وهي المؤسسة المفنية التي استخدمها كل من جان آرب وزوجته صوفي تاوبر آرب لممارسة أعمالهما الفنية.
  - مفن أنطوان بورديل.
  - مفن أوجين دولاكروا.
  - المفن-الشقة التي أقام فيها كل من سوزان فالادون وموريس أوتريو.

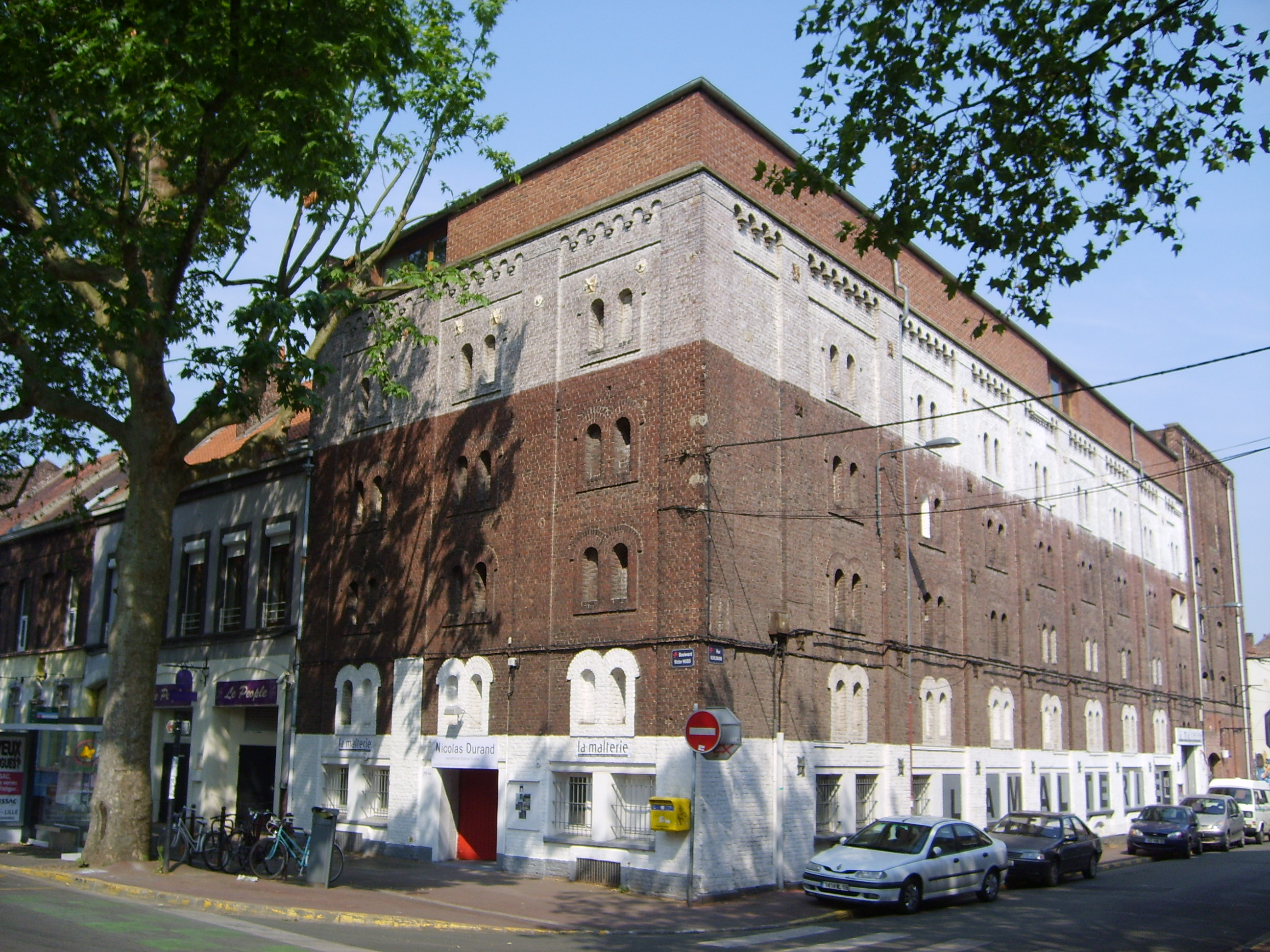
مفن في فرنسا.

## معرض الصور

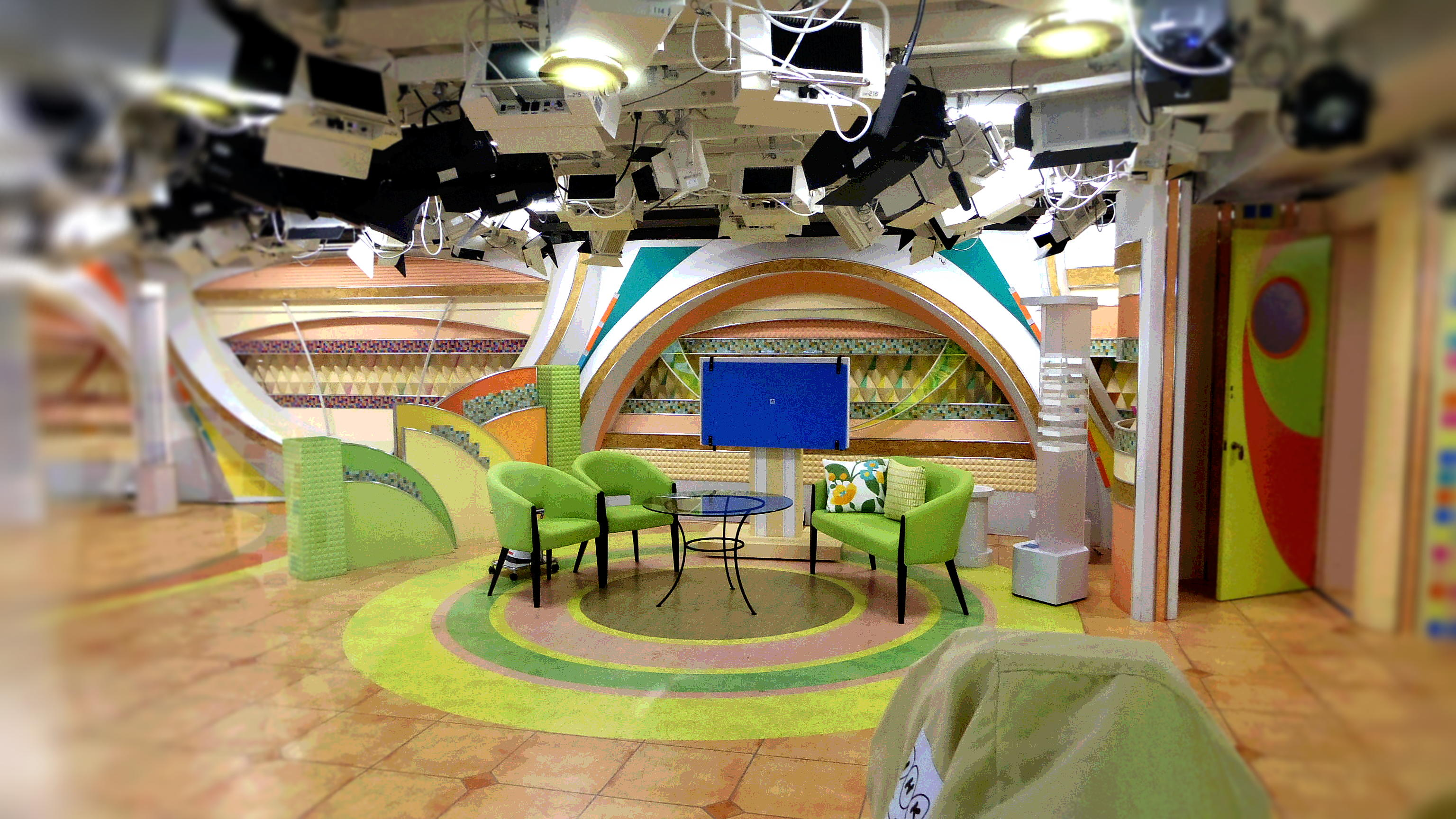
مفن للإنتاج الاعلامي المرئي في اليابان.

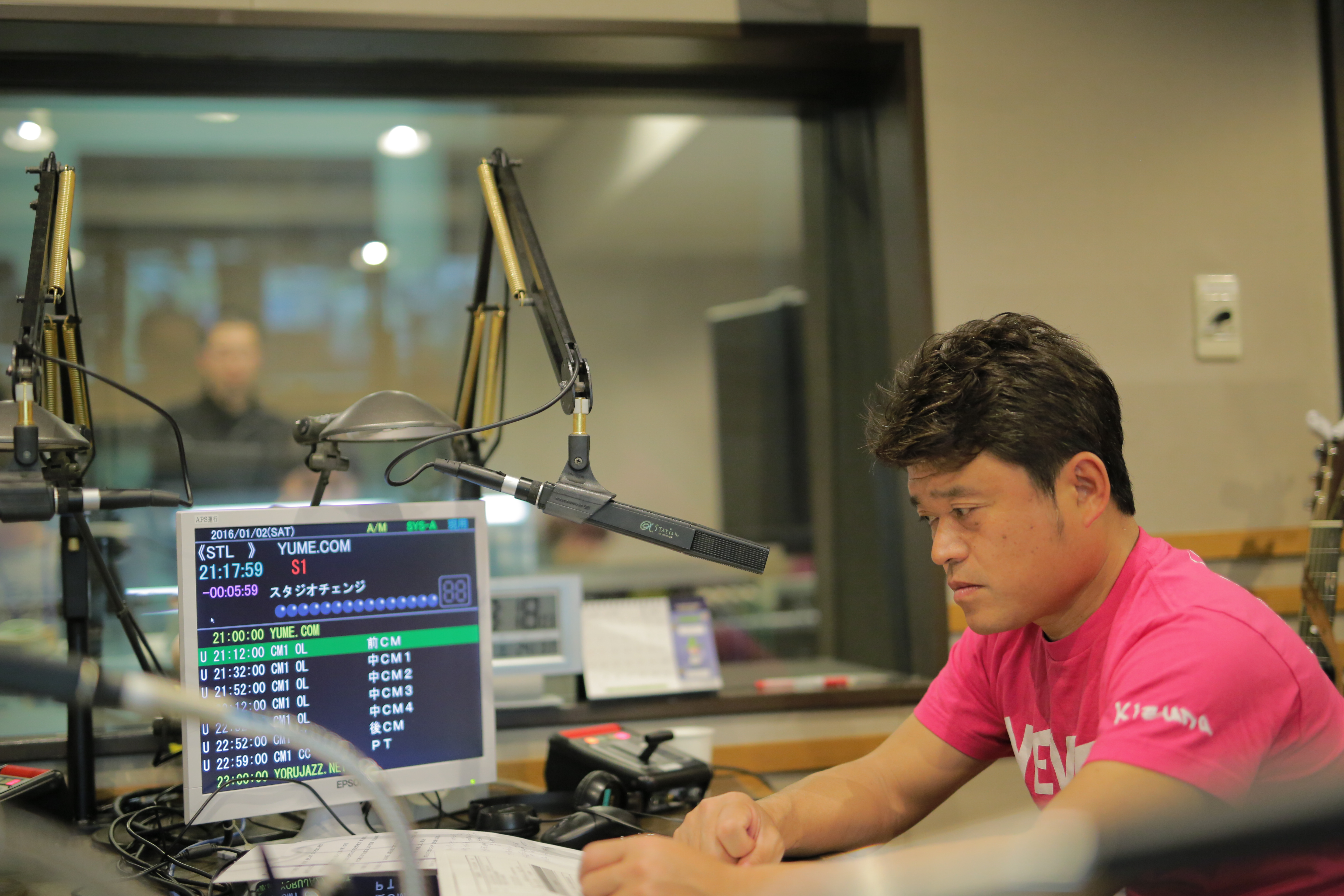
غرفة التسجيل في أحد مفان اليابان.

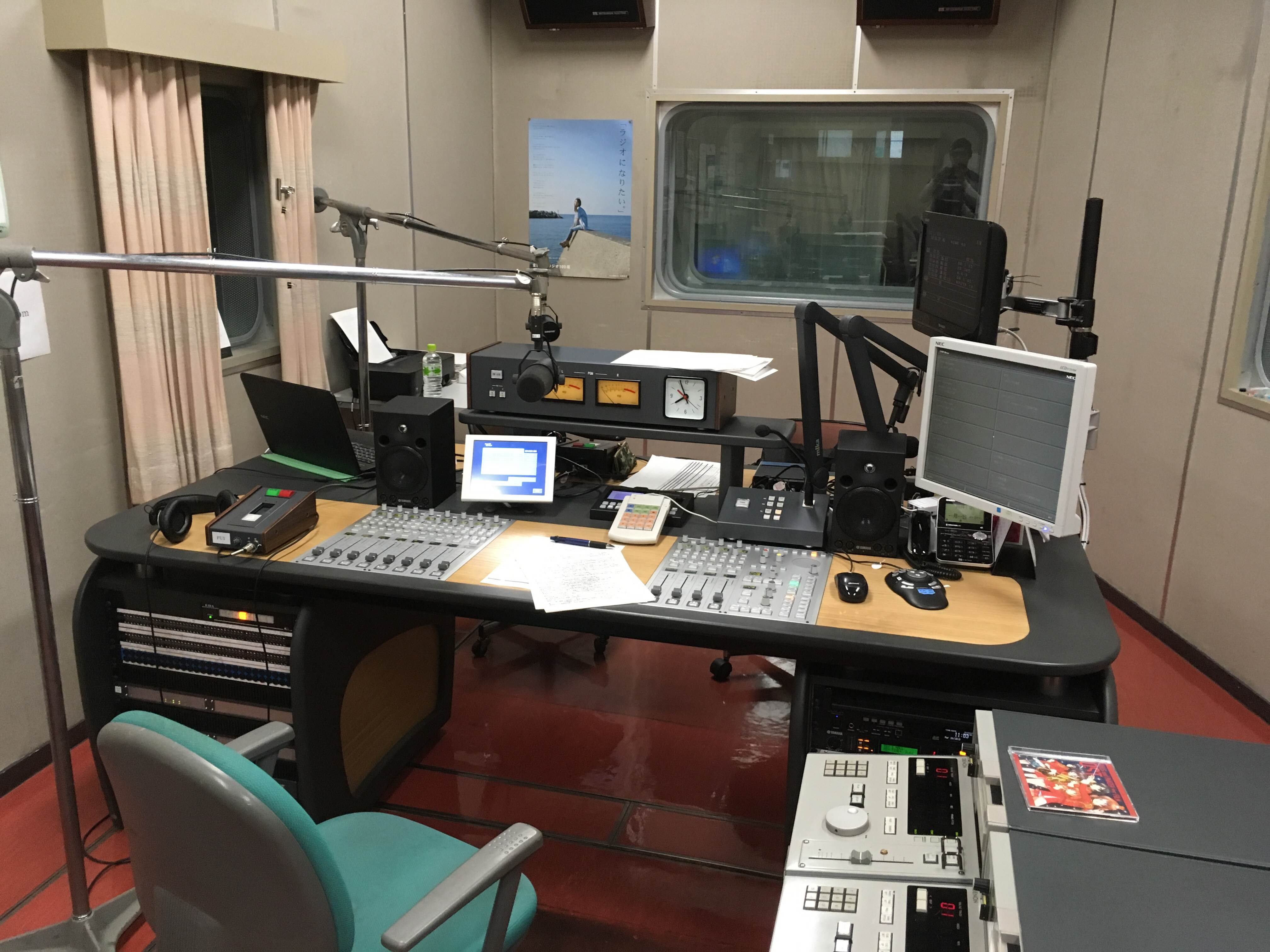
غرفة التحكم الثانوية في أحد مفان اليابان.

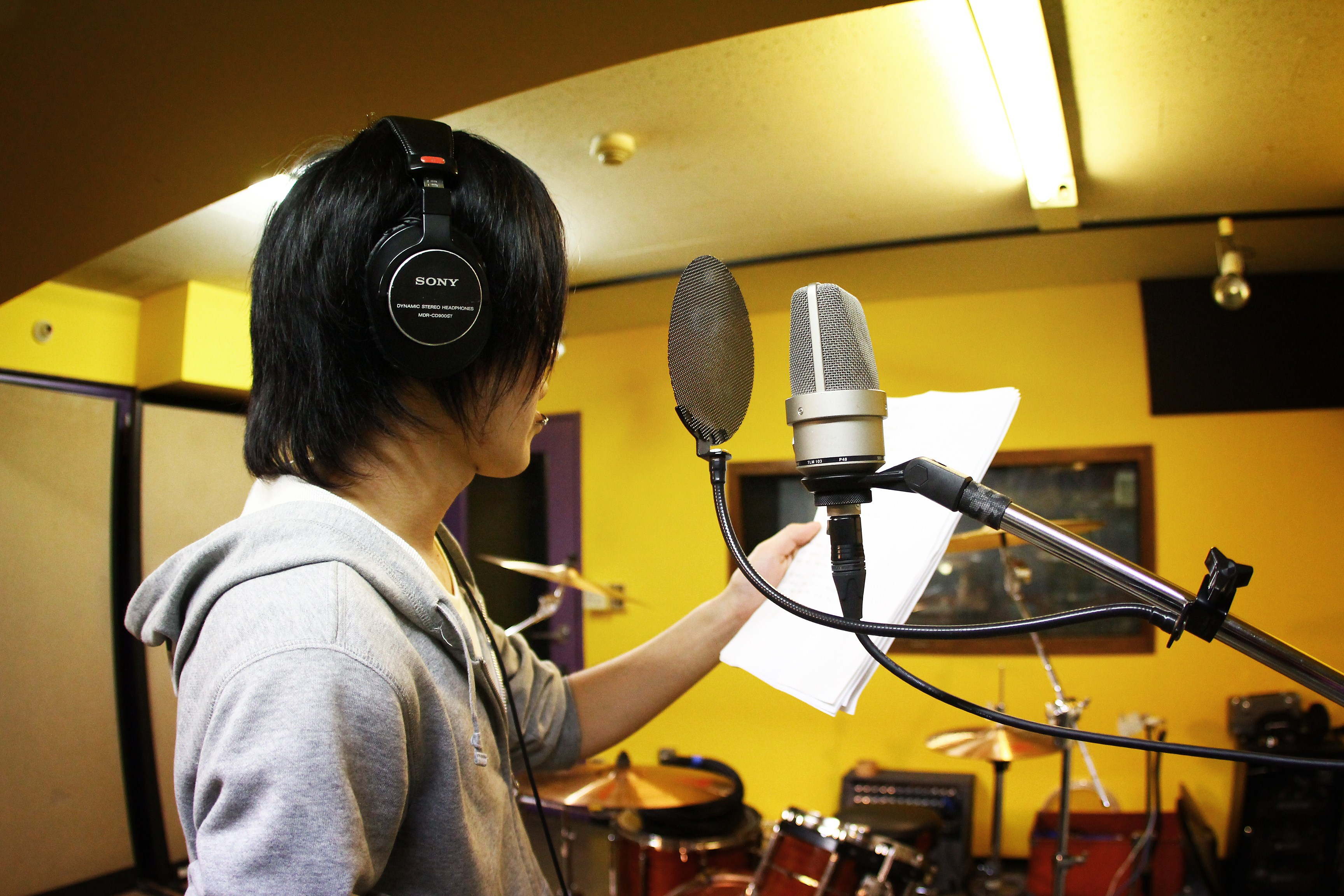
مفن مخصص لإنتاج الموسيقى.

## مواضيع ذات صلة
- مفن تصوير
- مفن أفلام
- مفن تلفاز